# Heidi Reichinnek

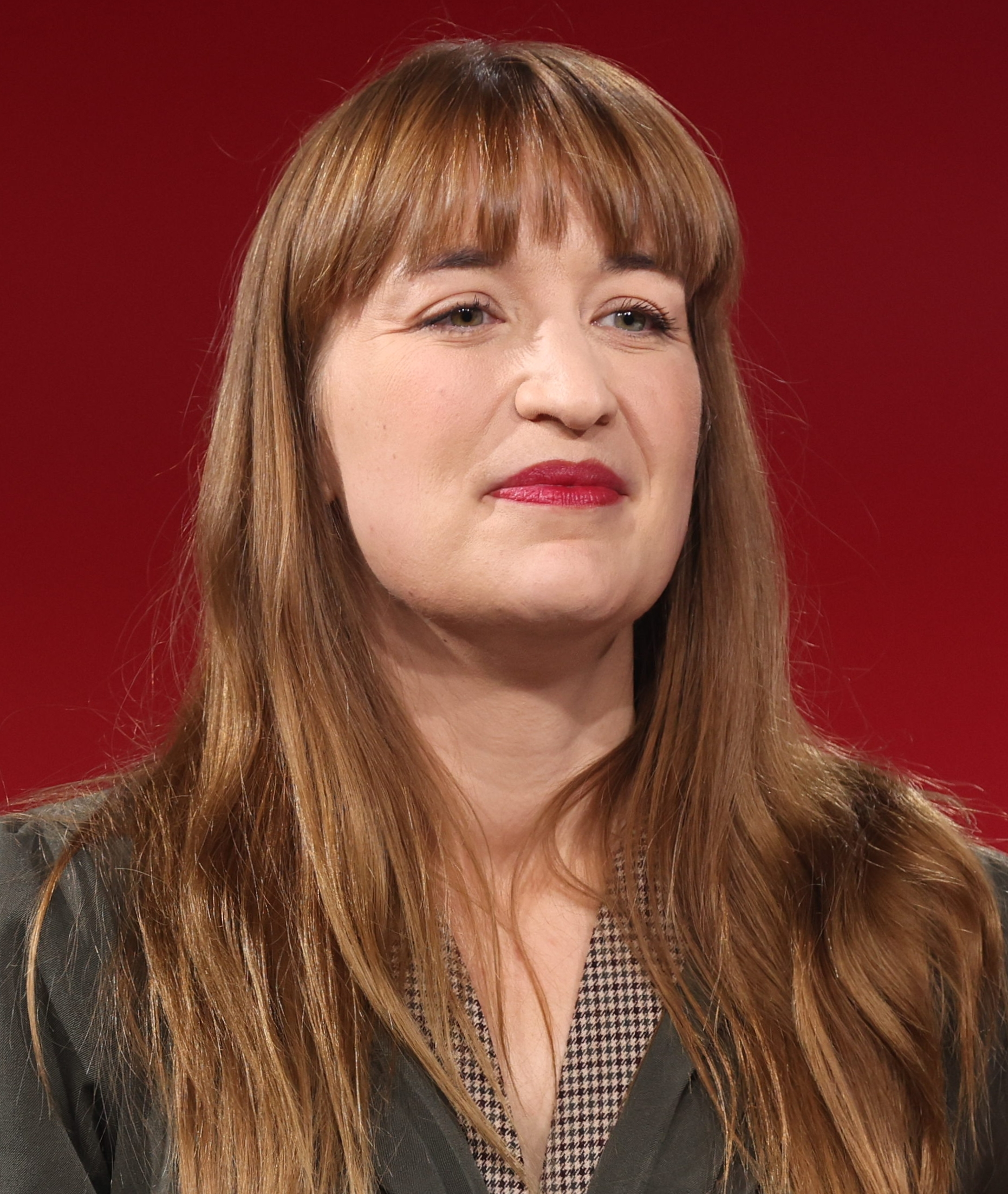
Heidi Reichinnek (2025)

Heidi Reichinnek (Aussprache [ˈʁaɪ̯çinɛk]; * 19. April 1988 in Merseburg) ist eine deutsche Politikerin (Die Linke). Seit Oktober 2021 ist sie Mitglied des Deutschen Bundestages und dort seit März 2025 Vorsitzende der Fraktion Die Linke im Bundestag.
Reichinnek war von 2017 bis Anfang 2019 Mitglied des Landessprecherrates der Linksjugend solid in Niedersachsen und von 2019 bis 2023 Landesvorsitzende der Linken in Niedersachsen. Zusammen mit Jan van Aken war sie Spitzenkandidatin der Linken bei der Bundestagswahl 2025.

## Leben
Reichinnek wuchs in Obhausen (Sachsen-Anhalt) auf. Ihre Mutter ist Chemiefacharbeiterin, ihr Vater gelernter Elektriker. Nach dem Abitur studierte sie von 2007 bis 2011 Nahoststudien mit dem Nebenfach Politikwissenschaft an der Martin-Luther-Universität Halle-Wittenberg und schloss das Studium mit dem Bachelor of Arts ab. Während des Studiums hielt sie sich von September 2010 bis Juni 2011 in Kairo auf und erlebte dort die Revolution in Ägypten 2011 im Zuge des Arabischen Frühlings. Im selben Jahr war sie Praktikantin der CDU-nahen Konrad-Adenauer-Stiftung in Kairo. Danach nahm sie ein Studium an der Philipps-Universität Marburg auf, das sie 2013 mit dem Master of Arts in Politik und Wirtschaft des Nahen und Mittleren Ostens abschloss.
Nachdem sie im Vorgängerprojekt bereits als studentische Hilfskraft tätig war, arbeitete sie von 2013 bis 2015 am Marburger Centrum für Nah- und Mittelost-Studien als wissenschaftliche Mitarbeiterin in einem Forschungsprojekt des Auswärtigen Amtes zu Islamismus und Salafismus in den arabischen Transformationsgesellschaften.
Während der Flüchtlingskrise in Deutschland 2015/2016 war Reichinnek als Sprach- und Kulturfachkraft in der Ausbildung geflüchteter Kinder und Jugendlicher tätig, indem sie unter anderem sprachliche Fähigkeiten vermittelte. Von 2017 bis 2020 arbeitete sie als Projektkoordinatorin in den Bereichen Demokratisierung, Radikalisierungsprävention und Gemeinwesenarbeit. Von 2021 bis zu ihrem Einzug in den Deutschen Bundestag folgte eine pädagogische Tätigkeit bei der evangelischen Jugendhilfe in Osnabrück. Für die Dauer ihres Mandats ist Reichinnek von ihrer Arbeit freigestellt. 2025 wurde bekannt, dass Reichinnek aus der evangelischen Kirche ausgetreten war. Sie lebt in Osnabrück.
Seit Februar 2025 betreibt Reichinnek einen Podcast mit dem Namen Heidi trifft … Der Podcast ist im Format eines Interviews aufgebaut.

## Politik

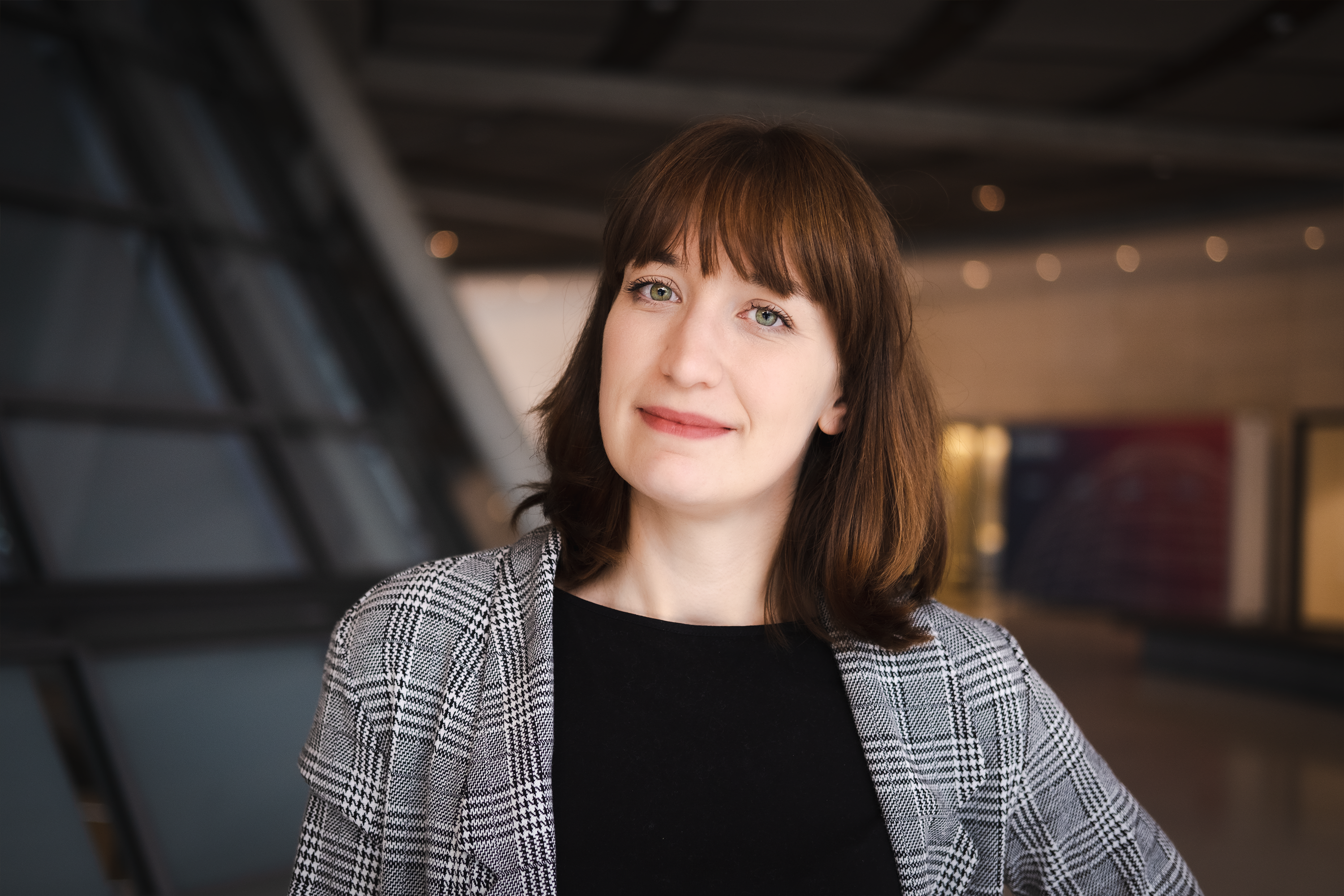
Heidi Reichinnek als neue Bundestagsabgeordnete (2021)

### Parteipolitik
Heidi Reichinnek trat im September 2015 der Partei Die Linke bei. 2017 bis 2019 war Reichinnek Mitbegründerin, Landessprecherin sowie Schatzmeisterin der Linksjugend solid.
Auf dem Landesparteitag der Linken von Niedersachsen erhielt sie 2019 das Votum von über 86 % der Delegierten und war damit die jüngste Landesvorsitzende der Linkspartei. In der Folge dieser Wahl trat sie von ihren Posten bei der Linksjugend zurück. 2021 wurde sie in die Position der Landesvorsitzenden der Linkspartei in Niedersachsen wiedergewählt. 2023 schied sie aus diesem Amt aus.
2022 bewarb sie sich um das Amt der Co-Vorsitzenden der Linkspartei an der Seite von Sören Pellmann, wurde dabei von Dietmar Bartsch und Sahra Wagenknecht gestützt, unterlag jedoch mit 199 zu 319 Stimmen der Amtsinhaberin Janine Wissler.

### Mandate
Von November 2016 bis Oktober 2021 war sie Mitglied im Rat der Stadt Osnabrück und vertrat die Ratsfraktion der Partei Die Linke im Sozial- und Gesundheitsausschuss, Jugendhilfeausschuss, Kulturausschuss, Schul- und Sportausschuss, Migrationsbeirat und Behindertenforum.
Reichinnek kandidierte bei der Landtagswahl 2017 in Niedersachsen auf dem siebten Platz für Die Linke. Dabei kandidierte sie im Wahlkreis 78 Osnabrück–West. Mit 4,6 % der Stimmen verpasste Die Linke den Einzug in das Parlament. In ihrem Wahlkreis erhielt sie 6,3 % der Stimmen und unterlag damit allen anderen angetretenen Kandidaten für das Direktmandat.

#### Bundestagsmandat (seit 2021)

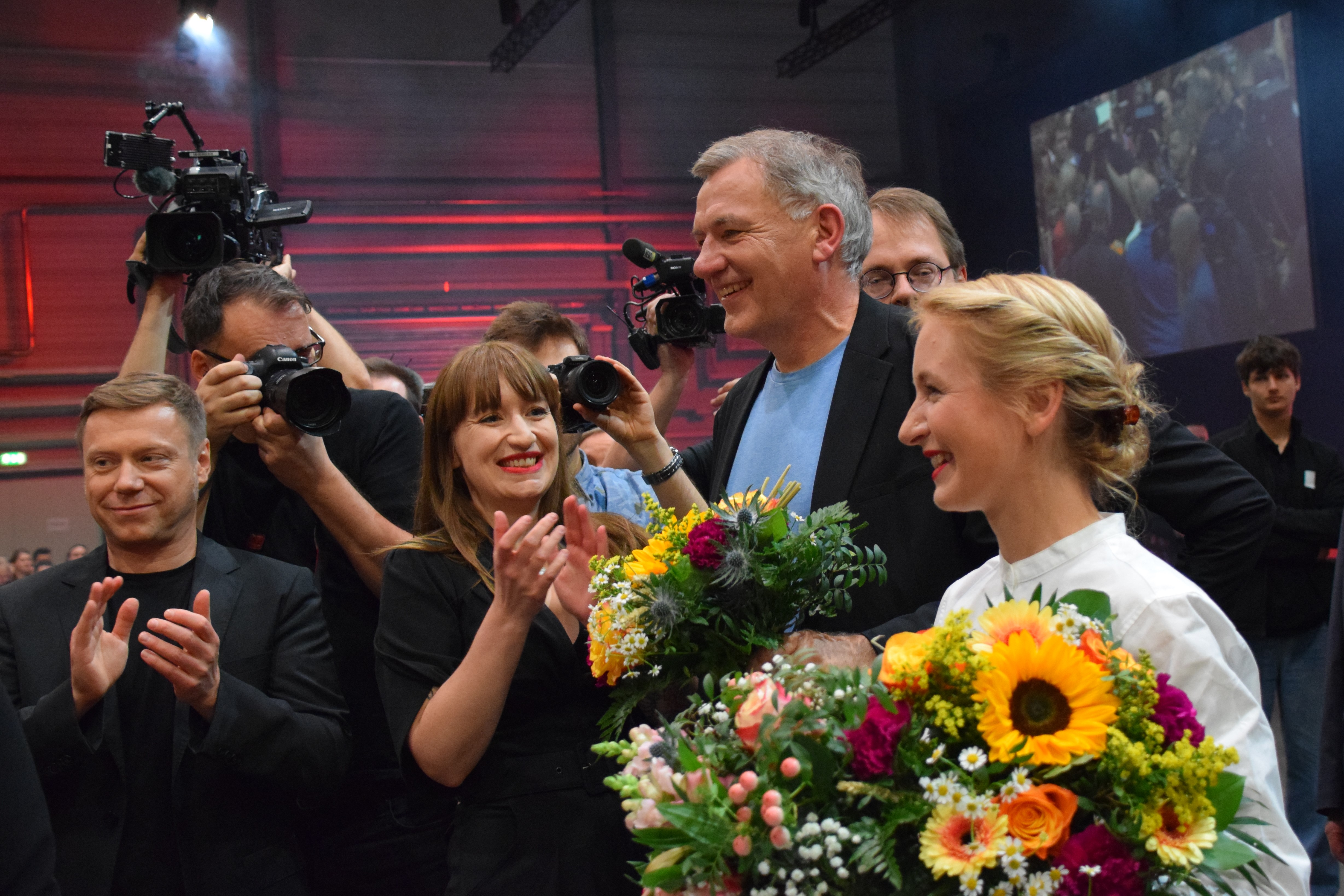
Heidi Reichinnek mit Martin Schirdewan, Jan van Aken und Ines Schwerdtner in Halle (2024)

Reichinnek kandidierte für die Bundestagswahl 2021 im Wahlkreis Stadt Osnabrück sowie auf dem dritten Platz der niedersächsischen Landesliste der Linkspartei und zog über die Liste in den Deutschen Bundestag ein.
Am 26. Oktober 2021 zog sie das erste Mal in den Deutschen Bundestag ein: Während der 20. Wahlperiode des Deutschen Bundestages war sie ordentliches Mitglied der Kinderkommission – Kommission zur Wahrnehmung der Belange der Kinder und stellvertretendes Mitglied im Ausschuss für Familie, Senioren, Frauen und Jugend und im Ausschuss für Klimaschutz und Energie. Bis zum 10. April 2023 war sie zudem Stellvertretendes Mitglied der Enquete-Kommission Lehren aus Afghanistan für das künftige vernetzte Engagement Deutschlands. Im Februar 2024 wurde sie zusammen mit Sören Pellmann als Nachfolger von Dietmar Bartsch zur Gruppenvorsitzenden der parlamentarischen Gruppe der Linken im Deutschen Bundestag gewählt, die sich nach der Abspaltung der Fraktionsmitglieder um Sahra Wagenknecht gebildet hatte. Reichinnek äußerte sich kritisch über diese und bezeichnete das Bündnis Sahra Wagenknecht als „outgesourcten Personenkult“. Für ihre Linksfraktion war sie Teil der parlamentarischen Geschäftsführung der Fraktion und Sprecherin für Kinder-, Jugend-, Frauen- und Seniorenpolitik.
Zusammen mit dem Linken-Vorsitzenden Jan van Aken trat sie als Spitzenkandidatin ihrer Partei bei der Bundestagswahl 2025 an. Im Dezember 2024 wurde sie von der „Landesvertreter*innenversammlung der Linken in Niedersachsen“ mit 96 Prozent der Stimmen auf dem ersten Listenplatz der Landesliste gewählt. Sie kandidierte wie bei der Bundestagswahl 2021 im Wahlkreis Stadt Osnabrück. Im Wahlkreis erzielte sie 11,81 Prozent der Stimmen und unterlag damit dem Kandidaten der CDU Mathias Middelberg. Dennoch erhielt sie erneut über die Landesliste Niedersachsen ein Mandat für den 21. Deutschen Bundestag. Mit der Neukonstituierung der Fraktion Die Linke im Bundestag am 25. Februar 2025 wurde sie zusammen mit Sören Pellmann kommissarisch als Fraktionsvorsitzende bestätigt, am 24. Juni 2025 wurden sie offiziell gewählt.
Für ihre Fraktion ist sie Sprecherin für Kinder- und Jugendpolitik. Zudem ist sie stellvertretendes Mitglied im Ausschuss für Bildung, Familie, Senioren, Frauen und Jugend und im Ausschuss für Landwirtschaft, Ernährung und Heimat. Im Juni 2025 wurde sie von ihrer Fraktion für das Parlamentarische Kontrollgremium nominiert, welches die Nachrichtendienste des Bundes kontrolliert, erreichte aber nicht die erforderliche absolute Mehrheit. Die CSU hatte im Vorfeld angekündigt, die Wahl Reichinneks verhindern zu wollen, da mit ihr keine Zusammenarbeit möglich sei. Die Unionsfraktion hatte verlauten lassen, dass „die Linke klug beraten wäre, einen wählbaren Vorschlag zu machen“ und Reichinnek das „sicher nicht“ sei.
Reichinnek betreibt ein Wahlkreisbüro in Osnabrück sowie ein Büro im Deutschen Bundestag und weitere in Aurich und Hameln. Zu ihren Mitarbeitern im Bundestagsbüro gehört der Slam-Poet Jean-Philippe Kindler, der dort das Team bei dem Schreiben von Redemanuskripten und bei der Öffentlichkeitsarbeit unterstützt.

## Positionen
2016 veröffentlichte Reichinnek, im Kontext des Arabischen Frühlings, in Co-Autorschaft über die Rosa-Luxemburg-Stiftung einen Aufsatz, in dem sie für linke Bündnisse mit religiösen Fundamentalisten, insbesondere Islamisten, warb. Sie befürworte den „Dialog“ mit Islamisten, einschließlich der Muslimbruderschaft, in der Annahme, diese ließen sich durch diesen Dialog mäßigen. Im Frühjahr 2025 erklärte sie, dass sich die Situation inzwischen geändert und ihre Hoffnung sich zerschlagen hätte. Kritisiert wurde sie dabei vor allem vom außenpolitischen Sprecher der CDU/CSU-Bundestagsfraktion Jürgen Hardt, der Reichinnek in dem Punkt widerspricht, dass es diese Möglichkeit gegeben hätte, und urteilte: „Reichinneks Unlust oder Unfähigkeit, Dinge wahrzunehmen, die nicht in ihr Weltbild passen, schimmert hier durch“.
Reichinnek engagiert sich insbesondere für Kinder-, Jugend-, Familien- und Frauenpolitik und war frauenpolitische Sprecherin ihrer Partei. Auf dem Parteitag 2024 der Linken in Halle (Saale) sprach sie sich gegen Militarisierung aus und sagte, die Linke müsse mehr in den Kreisverbänden und Gewerkschaften tätig werden.
In einem Beitrag auf TikTok vom 6. September 2024 forderte Reichinnek zur Beseitigung der Infrastrukturprobleme die Verstaatlichung der Deutschen Bahn; dies geschah nach Berichten wie etwa in dem Nachrichtensender Welt nach Unkenntnis des 100%igen Bundeseigentums der Deutschen Bahn.
Reichinnek sagte im Februar 2025 in einem Interview, dass Milliardäre eine Bedrohung für die Demokratie darstellen würden. Dies habe man am Beispiel von Elon Musk gesehen. Sie hätten nicht nur einen erheblichen Einfluss auf das politische System, sondern schadeten auch Menschen und Umwelt. Ferner machte sie sich in einem anderen Interview für die Enteignung von Milliardären stark, da diese Vermögen aus ihrer Sicht „über Erbschaften, die nicht vernünftig besteuert werden“ und „Ausbeutung von Arbeitenden“ erwirtschaftet worden seien.

## Rezeption und Kritik

### Soziale Medien
Heidi Reichinnek ist stark in den sozialen Medien tätig. Mit ihren politischen, mitunter provokanten Kurzvideos erzielt Reichinnek eine der höchsten Reichweiten von Politikern auf dem Videoportal TikTok. Reichinneks Rede im Deutschen Bundestag nach der parlamentarischen Abstimmung über das Zustrombegrenzungsgesetz am 29. Januar 2025 – vielfach als „Brandmauer-Rede“ rezipiert – wurde in sozialen Medien millionenfach aufgerufen. In diesem Zusammenhang erhöhten sich ihre Zahl der Abonnenten bis zur Bundestagswahl auf Instagram von 130.000 und auf TikTok von 348.000 auf jeweils über 500.000. Der Stern schrieb, ihre Beiträge in den sozialen Medien würden der Partei einen „benötigten Aufwind“ vor der Bundestagswahl 2025 bringen. Auch andere Medien attestieren ihr eine Teilhabe an den steigenden Umfragewerten der Linkspartei, vor allem unter jüngeren Wählern.

### Populärkultur

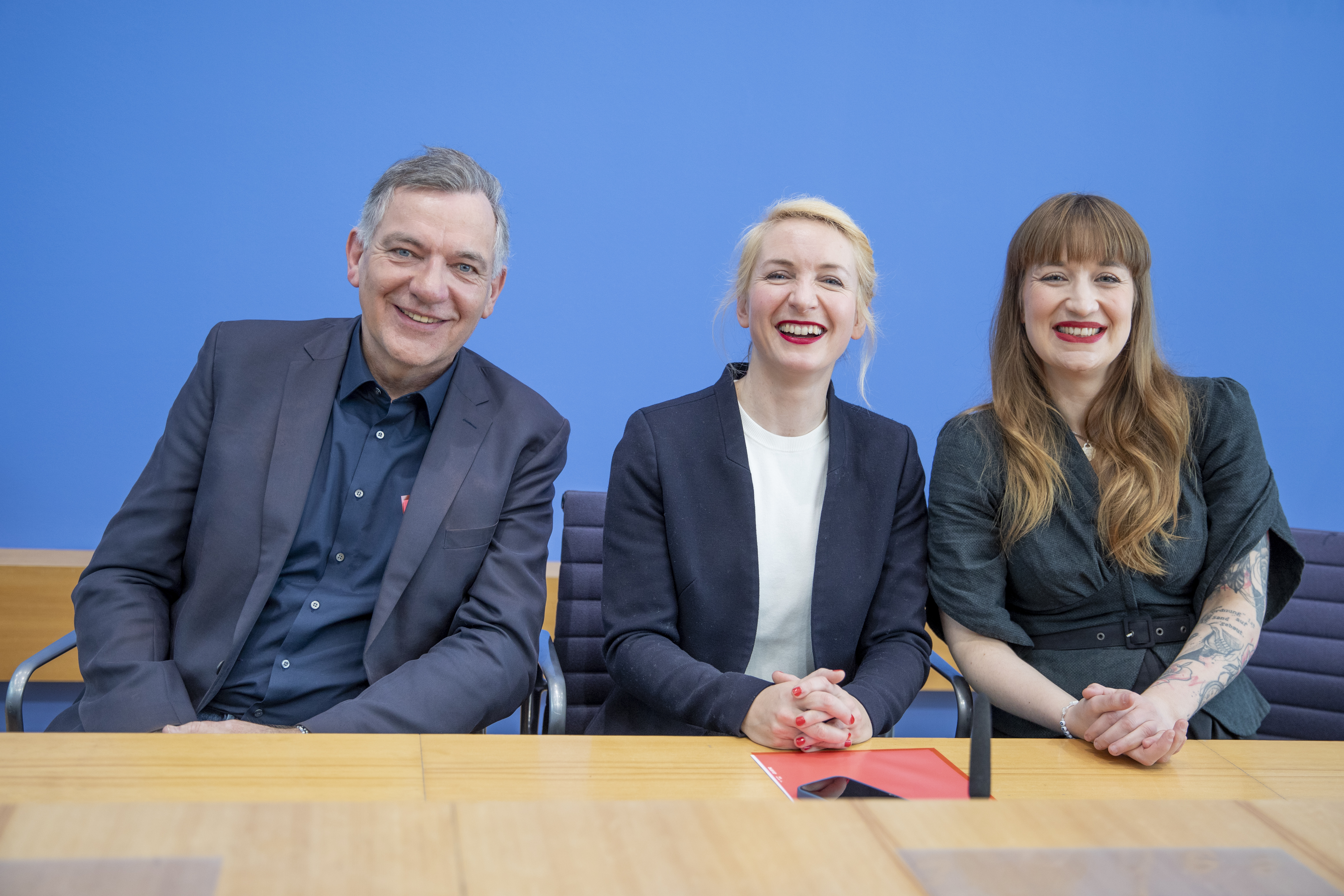
Reichinnek mit Tätowierung am linken Unterarm (2025)

Die Rapper MC Smook und Fruity Luke veröffentlichten im Januar 2025 das Lied Heidi Reichinnek (Freestyle). Der Liedtext enthält eine namentliche Erwähnung Reichinneks, indem es heißt: „Gib’s den Armen, gib’s der Mitte, nimm’s den Reichen weg – wenn ich denke, will ich denken wie Heidi Reichinnek – yes, ich argumentier die ganze rechte Scheiße weg.“ Im April 2025 hatte der Musiker Lenge das Lied Gutes Kind veröffentlicht, bei dem zu Beginn für etwa zwölf Sekunden ein Ausschnitt aus einer Rede Reichinneks eingespielt wurde.
Der Comic Tiervergleiche (2025) von Katz & Goldt handelt von einem politischen Karikaturisten, der Reichinnek mit dem Opossum Heidi vergleicht und dafür vor Gericht kommt.
Auf Reichinneks linkem Unterarm ist ein Porträt Rosa Luxemburgs und ihr Zitat „Eure ‚Ordnung‘ ist auf Sand gebaut“ tätowiert.

### Auftritt bei Markus Lanz
Am 29. April 2025 trat Reichinnek in der ZDF-Sendung „Markus Lanz“ auf. In der Diskussion über die Wohnungsknappheit und die Forderung ihrer Partei nach einem bundesweiten Mietendeckel konnte sie einige Fragen nicht beantworten – etwa zur Rendite im Wohnungsmarkt oder zum Anteil privater Kleinvermieter, was ihr Kritik wegen schlechter Vorbereitung einbrachte. Zum Ende des Interviews entschuldigte sich Reichinnek mit den Worten „Ich bin auch nur ein Mensch,.... mea culpa, da muss ich mich das nächste Mal besser vorbereiten.“

## Mitgliedschaften
Reichinnek ist Mitglied folgender Vereine und anderer Institutionen:
- Erich-Maria-Remarque-Gesellschaft, Mitglied des Beirates[7][70]
- Rosa-Luxemburg-Stiftung Niedersachsen
- Vereinte Dienstleistungsgewerkschaft (ver.di)
- Vereinigung der Verfolgten des Naziregimes – Bund der Antifaschistinnen und Antifaschisten (VVN-BdA)
- ProVeg Deutschland
- Allgemeiner Deutscher Fahrrad-Club[6]